# 天主教普約宗座代牧區
天主教普約宗座代牧區（拉丁語：Vicariatus Apostolicus Puyoënsis）是厄瓜多爾一個羅馬天主教宗座代牧區，直屬聖座。
1886年10月4日設宗座監牧區，1964年9月29日升為代牧區。
代牧區位於帕斯塔薩省，教座位於普約。2010年有教友61,100人（佔轄區總人口90.1%）、廿三個堂區、十七名司鐸。現任宗座代牧為拉斐爾·科夫·加西亞。